# وزارة الشؤون الداخلية والاتصالات (اليابان)

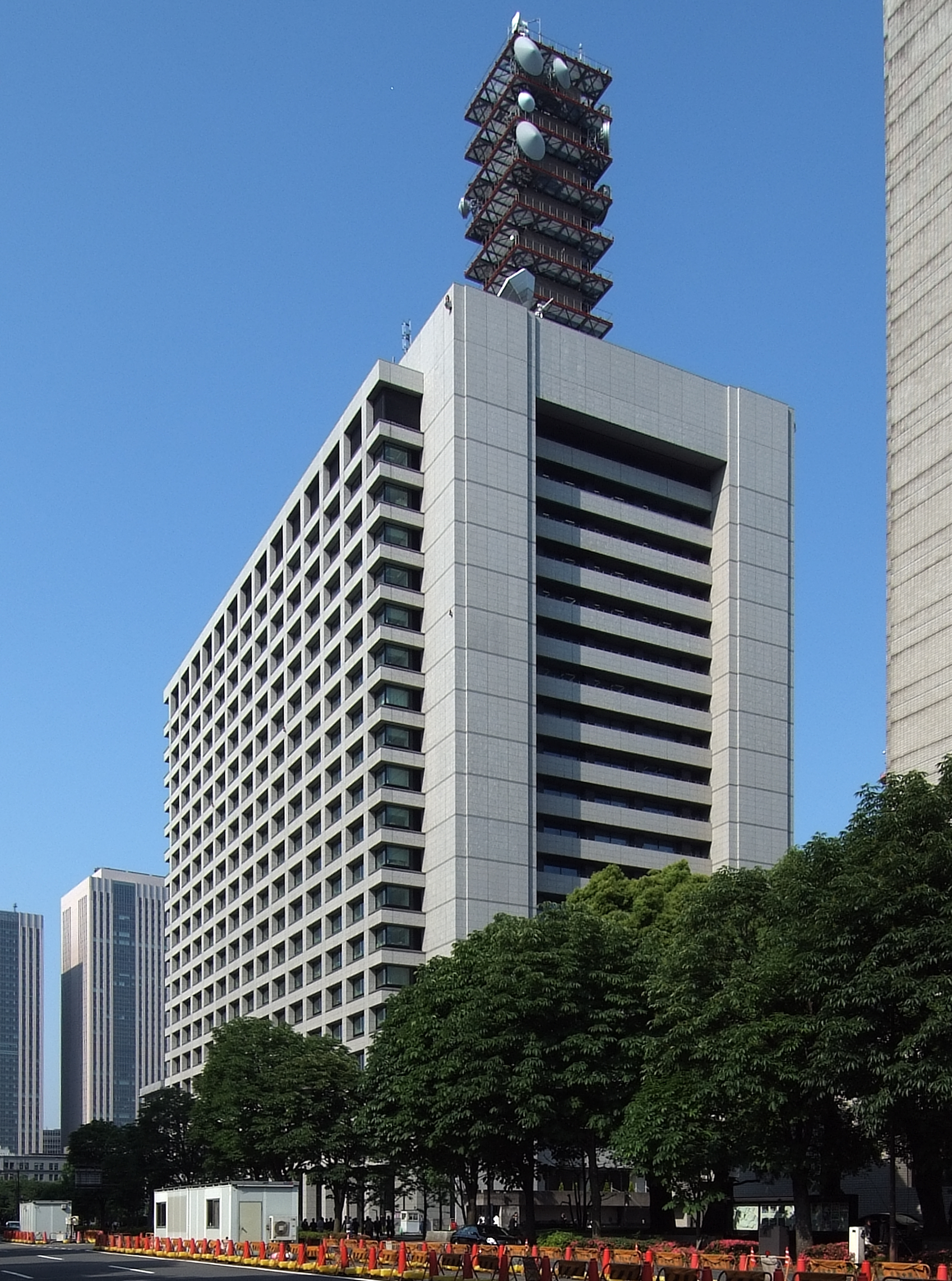
مجمع مكتب الحكومة اليابانية والمقر الرئيسي لوزارة الداخلية والاتصالات.

وزارة الشؤون الداخلية والاتصالات (باليابانية: 総務省) ، هي المكتب التابع لوزارة الشؤون الداخلية والاتصالات، ويقع مقرها الرئيسي في العاصمة اليابانية طوكيو، واسمها باللغة الإنجليزية Ministry of Public Management, Home Affairs, Posts and Telecommunications.

## وصلات خارجية
- Ministry of Internal Affairs and Communications
- National Archives of Japan ... Ministry organization chart (1946)